# Война Бошин
Войната Бошин (на японски: 戊辰戦争), понякога наричана и Японска революция, е гражданска война в Япония, водена в периода 1868 – 1869 г. между силите на управляващия шогунат Токугава и страните с интерес към връщането на властта на императорския двор.
Конфликтът се разпалва от негодуванието сред голяма част от благородничеството и младите самураи срещу сътрудничеството на шогуната с много чужденци. Увеличаващото се западно влияние върху икономиката води до упадък, подобен на този в други азиатски страни по това време. Съюз от самураи, главно от феодалните области Чошу, Сацума и Тоса, и имперски държавни служители спечелват контрол на Императорския двор и повлияват на младия император Мейджи. Токугава Йошинобу, осъзнавайки че ситуацията му е станала безнадеждна, абдикира политическата си власт в полза на императора. Йошинобу се надява, че чрез този си ход, кланът Токугава ще бъде запазен и ще участва в бъдещото правителство.
Все пак, военните движения на имперските сили, партизанското насилие в Едо и императорския указ, отменящ клана Токугава и поощряван от Сацума и Чошу, принуждават Йошинобу да предприеме военна кампания, целяща завземането на Императорския двор в Киото. Военното преимущество бързо се обръща на страната на по-малката, но относително модернизирана императорска фракция. След поредица от битки, кулминиращи при Едо, Йошинобу лично се предава. Лоялните на Токугава се изтеглят към северната част на Хоншу, а след това и към Хокайдо, където основават краткотрайната Република Едзо. Скоро и тази държава пада, с което върховна власт на цяла Япония вече упражнява императора, завършвайки военната фаза от т.нар. Реставрация Мейджи.
Около 120 000 души са мобилизирани по време на конфликта, а от тях около 8200 са убити. В крайна сметка, победоносната императорска фракция изоставя целта си да изгони чужденците от Япония и вместо това приема политика на продължителна модернизация с фокус върху предоговарянето на неравните споразумения със западните сили. Поради упоритостта на Сайго Такамори, виден водач на императорската фракция, лоялните на Токугава са помилвани и много от бившите влиятелни фигури и самураи от шогуната получават отговорни позиции в новото правителство.
Когато избухва войната, Япония вече се модернизира, следвайки същия курс на напредък като индустриализираните западни страни. Тъй като някои от тях, в частност Обединеното кралство Великобритания и Ирландия и Втората френска империя са силно замесени в политиката на страната, установяването на императорска власт добавя допълнително вълнения в конфликта. Въпреки това, някои историци го смятат за „безкръвна революция“, тъй като жертвите са относително малко.

## Политически контекст
В продължение на две века до 1854 г. Япония живее в икономическа изолация от другите държави, с изключение на Корея, Китай и Нидерландия. Тогава комодор Матю Пери, с подразбиращата се заплаха от сила, отваря Япония към световната търговия, започвайки период на бързо развитие във външната търговия на страната. Поради унижаващите условия на неравноправните договори, много скоро шогунатът Токугава се изправя пред вътрешна заплаха, която се материализира под формата на радикалното движение „Сонно Джои“.
Императорът Комей споделя тези опасения, тъй като западното влияние е в разрес с вековните императорски традиции и започва да играе активна роля в държавните дела. При всяка възможност той се нахвърля срещу договорите и се опитва да пречи на шогуната. Един от най-известните инциденти от това време е убийството на английския търговец Чарлз Ленокс Ричардсън, за чиято смърт шогунатът трябва да плати обезщетение от сто хиляди британски паунда. Други нападения включват обстрела на чуждестранни доставки в Шимоносеки.
Към 1864 г. чуждестранните сили успешно противодействат на тези въоръжени действия. През следващите години, обаче, се оказва че шогунатът Токугава не е способен да упражнява контрол над всичките територии, докато местните даймьо игнорират заповедите от Едо.
Въпреки честите схватки, феодалната област Сацума се сближава с британците и цели модернизация на армията и военноморските си сили с тяхна помощ. Британският посланик Хари Смит Паркс подкрепя силите против шогуната, искайки установяването на легитимна и обединена императорска власт в Япония, както и да се противопостави на френското влияние в шогуната.
Междувременно Токугава разчита главно на френска експертиза, уповавайки се на военния престиж на Наполеон III по това време. Шогунатът предприема големи крачки към създаването и модернизирането на големи въоръжени сили. Те създават военноморски сили, включващи осем бойни парахода – най-големият военноморски флот в Азия по това време.
След преврат в областта Чошу, който връща властта на екстремистките фракции, противопоставящи се на шогуната, Токугава обявява намерението си да предприеме експедиция, която да накаже отцепилата се област. Това подтиква Чошу да влезе в таен съюз със Сацума. През лятото на 1866 г. Чошу побеждава шогуната, което води до значителната му загуба на власт в района. Към края на 1866 г., обаче, умират шогунът Токугава Иемочи и императорът Комей и са наследени съответно от Токугава Йошинобу и Мейджи. Това полага пътя към примирие.
Йошинобу се оттегля от длъжността си и предава властта на императора. С това се слага край на шогуната Токугава. Въпреки това, неговият държавен апарат продължава да функционира. Родът Токугава остава влиятелна сила в еволюиращия политически ред и запазва изпълнителната си власт, което не се харесва на крайните елементи от Сацума и Чошу. На 3 януари 1868 г. именно тези елементи завземат императорския дворец в Киото и на следващия ден принуждава 15-годишният император Мейджи да обяви възстановяването на пълната си власт. Макар по-голямата част от императорското консултативно събрание да приема добре формалното обявяване на пряката власт и са склонни да подкрепят сътрудничеството с Токугава, Сайго Такамори заплашва с премахване на титлата шогун и конфискуване на земите на Йошинобу.
Макар първоначално да се съгласява с изискванията, на 17 януари 1868 г. Йошинобу обявява, че няма да се съобразява с прокламацията на императора и призовава за анулирането ѝ. На 24 януари той решава да подготви нападение срещу Киото, който по това време е под контрола на Сацума и Чошу. Това е подбудено от поредица пожари в Едо, главната резиденция на Токугава. За тях е обвинен ронин от Сацума, който същия ден напада правителствена сграда. На следващия ден силите на шогуната нападат резиденцията на Сацума в Едо, където се укриват много противници на шогуната.

## Начални военни действия
На 27 януари 1868 г. сили на шогуната нападат сили на Чошу и Сацума близо до Тоба и Фушими, южно от Киото. Някои от 15-те хиляди войници на шогуната са били обучавани от френски военни съветници, но повечето от тях са самураи. От друга страна, силите на Чошу и Сацума са числено превъзхождани в съотношение 3:1, но разполагат със съвременни гаубици, пушки и няколко картечници Гатлинг. След нерешителното начало, на втория ден е изпратен императорски флаг на отбраняващите сили, а роднина на императора е обявен за главнокомандващ. Междувременно, някои местни владетели, убедени от вестоносците, сменят предаността си от шогуна към императора. Сред тях са Йодо и Цу. Така военният баланс се накланя в полза на императора.
След тези предателства, Токугава Йошинобу, разстроен от одобрението на императора за действията на Сацума и Чошу, напуска Осака на борда на кораба „Кайо Мару“ и се оттегля към Едо. Деморализирани от бягството на шогуна и предателството на Йодо и Цу, силите на шогуната преминават в отстъпление, отстъпвайки победата при Тоба-Фушими на императорските сили.
На 28 януари 1868 г. настъпва военноморската битка при Ава. Тя е малка по мащаб и завършва благоприятно за шогуната.
На дипломатическата сцена, чуждестранни министри се събират в Хиого (днес Кобе) в началото на февруари и издават декларация, гласяща, че шогунатът все още се счита за единственото легитимно правителство в Япония, което да надежда на Токугава, че другите държави (особено Франция) вероятно обмислят намеса в негова полза. Няколко дни по-късно, обаче, делегация на императора посещава министрите и обявява, че шогунатът е бил отменен и че чуждестранните граждани вече ще бъдат защитавани. В крайна сметка, министрите решават да признаят новото правителство.
Засилването на враждебността към чужденците, обаче, се засилва и довежда до няколко нападения срещу такива през следващите месеци. Единадесет френски моряци са убити от самурай от Тоса на 8 март 1868 г. петнадесет дни по-късно е нападнат британския посланик Хари Смит Паркс от група самураи на улица в Киото.

## Падане на Едо
В началото на февруари, с помощта на френския посланик Леон Рош е изготвен план за спиране на настъплението на императорския двор при Одавара – последният стратегически подход към Едо. Все пак, Йошинобу не одобрява плана. Шокиран от това, Рош подава оставка. В началото на март, под влиянието на Хари Паркс, европейските държави подписват споразумение за строг неутралитет, според който не трябва да се намесват или да предоставят военни провизии на която и да е страна, докато не се разреши конфликта.
Сайго Такамори предвожда императорските сили на север и на изток из Япония, спечелвайки битка при Кошу-Кацунума. Накрая, през май 1868 г. напълно обгражда Едо. Тогава, военният министър на шогуната, Кацу Кайшу, договаря предаването на града. Някои групи продължават да се съпротивляват след падането на града, но в крайна сметка са победени при Уено на 4 юли 1868 г.
Междувременно, главнокомандващият на военноморските сили на шогуната, Еномото Такеаки, отказва да предаде корабите си. Той връща четири от тях, но след това отплава на север с останалите осем кораба и 2000 души персонал, надявайки се, че ще може да осъществи контраатаката заедно с феодалите на север. Придружават го няколко френски военни съветника, сред които и Жул Брюне.

## Съпротива на Северния съюз
След като Йошинобу се предава, той е поставен под домашен арест. Отнети са му всички титли, земи и власт. По-късно е освободен, когато става ясно, че няма повече интерес и амбиции в националните дела. По-голямата част от Япония попада под властта на императора, но северните части, подкрепящи клана Айдзу, продължава да се съпротивляват. През май 1868 г. няколко северни феодални владетели сформират съюз, борещ се срещу императорските сили – Северният съюз, съставен главно от силите от областите Сендай, Йонедзава, Айдзу, Шонай и Нагаока и наброяващ общо 50 000 войници.
Силите на Нагаока нанасят тежки загуби по императорските войници в битката при Хокуецу през май месец. Въпреки това, императорските сили продължават настъплението си на север, побеждавайки силите шинсенгуми в битката при прохода Бонари. Това открива пътя им към замъка Аидзу-Вакамацу в битката при Айдзу през октомври 1868 г. Така, позицията в Сендай става неудържима.
Междувременно, флотът на Еномото достига Сендай на 26 август. Макар Северният съюз да е многоброен, той не е достатъчно добре екипиран и разчита на традиционните бойни техники. Съвременните оръжия са оскъдни и се полагат усилия в последния момент за построяването на оръдия от дърво, използващи каменни снаряди. Тези оръдия, поставени на отбранителни съоръжения, могат да изстрелват само по 4 – 5 снаряда, преди да се разцепят. От друга страна, владетелят на Нагаока успява да закупи две картечници Гатлинг и 2000 нови френски пушки германския търговец на оръжие Хенри Шнел.
Съюзът се разпада и на 12 октомври флотът напуска Сендай за Хокайдо с още два кораба и 1000 войници. На 26 октомври Едо е преименуван на Токио, с което се поставя началото на периода Мейджи. По това време Айдзу е под обсада, което довежда до масовото самоубийство на около 300 млади бойци бякотай. След едномесечна битка, Айдзу в крайна сметка признава поражението си на 6 ноември.

## Кампания на Хокайдо
След поражението на остров Хоншу, Еномото Такеаки се изтегля към остров Хокайдо с остатъците от военноморските сили и няколко френски съветника. Те организират правителство с цел да се основе независима островна нация, чиято цел е развиването на Хокайдо. Така се появява Република Едзо по американски модел, което е и единствената република, съществувала някога на японска земя. Все пак, тя не получава никакво международно признание или подкрепа. Еномото предлага да отстъпи територията ѝ на шогуна Токугава под властта на императора, но предложението му е отхвърлено от имперския съвет.
През зимата те укрепват южните части на острова около Хакодате и построяват крепостта Горйокаку. Войските се организирани под японско-френско командване – техен главнокомандващ е Отори Кейсуке, а негов заместник е Жул Брюне. Разделени са на четири бригади, всяка от които се оглавява от френски офицер и на свой ред включва по две полу-бригади, всяка командвана от японски офицер.
Военноморските сили на императора достигат пристанището Мияко на 20 март 1869 г., но очаквайки корабите, въстаниците на Едзо организират дързък план да пленят кораба „Котецу“. Предвождани от Хиджиката Тошидзо, три кораба предприемат изненадваща атака в последвалата битка в залива Мияко. Битката, обаче, завършва с провал за Едзо, поради лошите метеорологични условия, проблеми с корабните двигатели и мощта на картечниците Гатлинг, използвани от императорските сили срещу самураите.
Императорските сили скоро консолидират властта си в Япония и през април 1869 г. изпращат флот и пехота от 7000 души срещу Едзо в битката при Хакодате. Те напредват бързо и печелят морското сражение в залива Хакодате, което ги поставя в позиция да оградят крепостта Горьокаку. Виждайки че ситуацията е станала безнадеждна, френските съветници отплават към Йокохама и след това обратно към Франция. Японците настояват съветниците да бъдат осъдени във Франция, но там те получават широко одобрение и не са поведени под отговорност.
Първоначално Еномото отказва да се предаде, но Отори Кейсуке го убеждава, че живеенето с поражението е истински смелият път в случая. Еномото се предава на 27 юни 1869 г., приемайки властта на император Мейджи, а Република Едзо прекратява съществуването си.

## Последици
От около 120 000 мобилизирани войници през конфликта, около 8200 загиват, а над 5000 са ранени. След победата си, новото правителство продължава да обединява страната под властта на Императорския двор. Неговото седалище се премества от Киото в Едо (Токио) в края на 1868 г. Военната и политическата власт на феодалните области постепенно се премахва, а самите те са преобразувани в префектури през 1871 г. Техните управители се назначават от императора..
Голяма реформа е отчуждаването и премахването на самураите, като някои от бившите самураи започват да заемат административни или предприемачески позиции, докато други затъват в беднотия. Владетелите на Сацума, Чошу и Тоса, които изиграват решителна роля в победата на императора, заемат повечето от ключовите правителствени позиции в продължение на няколко десетилетия след конфликта. През 1869 г. е построено светилището Ясукуни в Токио в чест на жертвите от войната Бошин.
Някои от водещите партизани в бившия шогунат са хвърлени в затвора, но не са екзекутирани. След 2 – 3 години са назначени в новото правителство, като някои от тях дори правят бляскави кариери. Например, Еномото Такеаки по-късно служи като дипломатически пратеник в Русия и Китай и като министър на образованието.
Императорската власт не следва обещанията си да изгони чуждестранните интереси от Япония, а вместо това премества фокуса си върху по-прогресивна политика, целяща модернизиране на страната и предоговаряне на неправомерните договори с европейските сили.